# هواره برزه (بوكان)
قرية هواره برزه (بالكردية: ھەوارەبەرزە) هي إحدى القرى التابعة لـفيض الله بغي في ريف قسم مركزي من مقاطعة بوكان، في محافظة أذربیجان الغربیة الإيرانية.

## السكان
حسب إحصاءات سنة 2006، بلغ إجمالي السكان في هواره برزه 126 نسمة وعدد المساكن 20 مسكن. لغة سكان هواره برزه هي اللغة الكردية و هم من أهل السنة والجماعة والمذهب الشافعي.